# Faina Kirschenbaum
Faina Kirschenbaum (hebrejsky: פאינה קירשנבאום, Fajna Kiršenbaum; * 27. listopadu 1955) je izraelská politička a poslankyně Knesetu za stranu Jisra'el bejtejnu. Od března 2013 je náměstkyní ministra vnitra v izraelské vládě.

## Biografie
Narodila se v Sovětském svazu a 31. prosince 1973 podnikla aliju do Izraele. Je vystudovaná zdravotní sestra a vzdělání získala na Beilison School of Nursing. Dále vystudovala bakalářský obor na Thames Valley University, magisterský na University of Derby a získala certifikát z director's training na Bar-Ilanově univerzitě.
V roce 1981 se přestěhovala do izraelské osady Nili na Západním břehu. Působila jako tajemnice a členka oblastní rady Mate Binjamin. Mimo to také zastávala post místopředsedkyně izraelské pobočky Světového židovského kongresu a člena správní rady Muzea židovské diaspory.
Ve volbách v roce 2009 byla zvolena poslankyní za stranu Jisra'el bejtejnu. V lednu 2011 podala návrh na ustavení parlamentní komise, která by měla prošetřovat zahraniční financování izraelských levicových neziskových organizací. Přijetí návrhu vyvolalo v Tel Avivu více než desetitisícovou demonstraci.
V listopadu 2011 předložila návrh zákona, který postihne organizace závisející na v zahraničí daňově odpočitatelných darech, tím, že na tyto zahraniční dary uvalí 45% daň. Zdanění nebude dopadat na nevládní organizace, které dostávají také státní dotace, jako jsou vzdělávací a sociální organizace, které budou i nadále daňově osvobozené. Poslanecký mandát obhájila ve volbách v roce 2013, po nichž byla jmenována náměstkyní ministra vnitra v třetí Netanjahuově vládě.
Je vdaná a má tři děti.